# 馬克·阿莫迪
馬克·阿莫迪（Mark Eugene Amodei；1958年6月12日—）是美國的一位政治人物。自2011年開始，他是內華達州第二選舉區選出的美國眾議院議員。他的黨籍是共和黨。阿莫迪在1997年至1999年期間曾擔任內華達州眾議員，1999年至2010年曾擔任內華達州參議員。他也曾擔任內華達州共和黨主席。